# Život před sebou
Život před sebou (francouzsky La vie devant soi) je román francouzského spisovatele Romaina Garyho z roku 1975.

## Postavy
- Madame Rosa
- Momo – muslimský chlapec, vypravěč příběhu

## Historie
Tento román je výjimkou a mystifikací v historii Goncourtovy ceny, protože Romain Gary už jednou cenu dostal v roce 1956 za Racine du ciel a cena může být udělena jen jednou stejnému autorovi. Román byl však publikován pod jménem Emile Ajar s pomocí komplice (Paul Pavlovitch, Garyho příbuzný), který hrál roli autora ve styku s médii. Tajemství bylo prozrazeno až po smrti Romaina Garyho v roce 1980, i když pochyby o pravé identitě autora byly zveřejňované již v době vydání díla.
Gary začal psát pod tímto pseudonymem v době, kdy byl velice kritizován a také z důvodu jisté volnosti projevu.
V obavách z problémů s justicí se Romain Gary rozhodl, že Paul Pavlovitch napíše dopis a cenu odmítne. Cena mu byla přesto udělena s odůvodněním, že Gouncourtova cena se nemůže ani odmítnout ani přijmout. Tím se stal Gary jediným autorem který tuto cenu získal dvakrát.

## Děj
Desetiletý Mohammed, kterému všichni říkají Momo, žije v pařížské čtvrti Belleville s Madame Rosou, starou židovkou, která přežila Osvětim. Jeho otec ho před mnoha lety dal do sirotčince. Není jediným dítětem v sirotčinci. Matky většiny dětí, které Rosa vychovává, jsou prostitutky, které platí za ponechání svých dětí v sirotčinci. Momo si razí cestu životem, jak nejlépe umí. A když se madame Rosa s věkem zhorší, je to Momo, kdo jí pomůže přežít a pak se během smrti postaví do čela její postele.

## Film
V roce 1977 vznikl podle románu stejnojmenný film.